# Филипп Юлий
Филипп Юлий Померанский  (нем. Philipp Julius von Pommern; 27 декабря 1584, Вольгаст — 6 февраля 1625, Вольгаст) — герцог Вольгастский (1592—1625), Бартский и Францбургский (1605—1625). Коадъютор Камминского епископства с 1623 года.

## Биография
Представитель династии Грифичей. Единственный сын Эрнста Людвига (1545—1592), герцога Вольгастского (1560—1592), и Софии Гедвиги Брауншвейг-Вольфенбюттельской (1561—1631). Был назван в честь своих дедушек. Его дедом со стороны отца был герцог Филипп Вольгастский (1515—1560), а дедом со стороны матери — герцог Юлий Брауншвейг-Вольфенбюттельский (1528—1589).
В июне 1592 года после смерти своего отца Эрнста Людвига 5-летний Филипп Юлий унаследовал титул герцога Вольгастского. С 1592 по 1603 год он находился под опекой своего дяди Богуслава XIII. В 1605 году получил во владение от дяди города Барт и Францбург. Учился в Лейпцигском университете.
Во время самостоятельного правления в герцогстве Филипп Юлий столкнулся с недовольством поморской шляхты (дворянства), которая длительное время ограничивала гегемонию городов Западной Померании. Под давлением городов и поморских станов герцог вынужден был согласиться на признание за ними новых привилегий, несмотря на то, что столкнулся с серьезными финансовыми трудностями.
Герцог Филипп Юлий Вольгастский много путешествовал. Посетил Германию, Францию, Англию, Швейцарию и Италию (в 1602—1603 годах). В 1619 году вторично побывал в Англии. Посетил восточные границы Священной Римской империи — Мекленбург и Саксонию. В 1612 году побывал в Литве, Инфлянты, Пруссии и в  Польше. В 1615 году герцог посетил Данию, а через четыре года, в 1619 году, побывал в Северной Германии (Гамбург, Ольденбург, Бремен), Фрисландии и Голландии. В июне 1623 года герцог Штеттинский Богуслав XIV назначил своего двоюродного брата Филиппа Юлия коадъютором в Камминском епископстве. Между 1623 и 1625 годами Филипп Юлий вёл переговоры с королём Дании Кристианом IV о продаже ему острова Рюген за 150 000 рейхсталеров, но эта сделка не была осуществлена из-за несогласия Богуслава XIV.
40-летний герцог Филипп Юлий скончался после продолжительной болезни 6 февраля 1625 года в Вольгасте. Он был похоронен в церкви Святого Петра 6 мая 1625 года. После смерти Филиппа Юлия герцогство Вольгастское унаследовал его двоюродный брат Богуслав XIV, последний мужской представитель династии Грифичей.

## Брак
25 июня 1604 года в окрестностях Берлина Филипп Юлий женился на Агнессе Бранденбургской (1584—1629), дочери курфюрста Иоганна Георга Бранденбургского от третьего брака с Елизаветой Ангальтской. Свадьба состоялась 10 июля 1604 года в Вольгасте. Брак был бездетным. После смерти мужа Агнесса Бранденбургская 9 сентября 1628 года вторично вышла замуж за герцога Франца Карла Саксен-Лауэнбургского (1591—1660).